# ماريا أنجيلكا بيريز
ماريا أنجيلكا بيريز (بالإسبانية: Crescencia Pérez)‏ هي راهبة أرجنتينية، ولدت في 17 أغسطس 1897 في سان مارتن في الأرجنتين، وتوفيت في 20 مايو 1932 في فالينار في تشيلي.